# Kruisboomkikker
De kruisboomkikker (Pseudacris crucifer) is een klimmende kikker uit de familie boomkikkers (Hylidae). Vroeger behoorde deze soort tot het geslacht Hyla, waardoor deze naam nog weleens opduikt. De soort werd voor het eerst wetenschappelijk beschreven door Maximilian zu Wied-Neuwied in 1838. Later werd vaak de wetenschappelijke soortaanduiding pickeringii gebruikt.

## Uiterlijke kenmerken
De naam is te danken aan de vlektekening op de rug van enkele schuine strepen die meestal in het midden een schuin kruis vormen, dat op het eerste gezicht meestal doet denken aan een chromosoom. Soms zijn het eerder vlekken en is de kruisvorm niet direct zichtbaar. De basiskleur is meestal beige tot donkerbruin en soms groen en de strepen nog donkerder tot zwart, maar soms ook groen met lichtere strepen. Kenmerkend is de streep van de snuitpunt tot het tympanum (trommelvlies) met het oog in het midden. De hechtschijven aan de tenen zijn maar klein en er is nauwelijks een verbreding zichtbaar van de bovenzijde. Ondanks de minieme lengte van meestal nog geen drie centimeter kan de kruisboomkikker een relatief enorme afstand van 50 cm ver springen.
De mannetjes hebben een kwaakblaas die zover opgeblazen kan worden dat dat deze doorzichtig wordt, en hiermee produceren ze zeer hoge pieptoontjes. De interval is echter zo klein dat het eerder een hoog schril geluid is dat zeker op korte afstand door merg een been gaat.

## Leefwijze
Het is een klimmende soort die liefst hoog in bomen zit waar hij een groot deel van het leven over de boomschors kruipt op zoek naar voedsel. In de winter en tijdens droge perioden kruipen ze weg onder liggend hout of in de strooisellaag.

## Verspreiding en leefgebied
De soort komt voor in een groot deel van oostelijk Verenigde Staten en zuidoostelijk Canada. De kikker leeft in moerassen en bossen maar altijd bij water in de buurt, zoals beken, vennen en meren.